# Prakasam (huyện)
Huyện Prakasam là một huyện thuộc bang Andhra Pradesh, Ấn Độ. Thủ phủ huyện Prakasam đóng ở Ongole. Huyện Prakasam có diện tích 17626 ki lô mét vuông. Đến thời điểm năm 2001, huyện Prakasam có dân số 3054941 người.